# Copa ABSA
La Copa ABSA és una competició futbolística per eliminatòries de Zàmbia. Es creà l'any 2007, organitzada per la Football Association of Zambia.
Fins al 2019 s'anomenà Barclays Cup.

## Historial
Font:
| Any          | Campió          | Resultat           | Finalista       |
| Barlcays Cup | Barlcays Cup    | Barlcays Cup       | Barlcays Cup    |
| ------------ | --------------- | ------------------ | --------------- |
| 2007         | ZESCO United    | 0-0 [pr., 4-2 pen] | Chambishi       |
| 2008         | ZESCO United    | 1-0                | Power Dynamos   |
| 2009         | Power Dynamos   | 2-1                | Green Buffaloes |
| 2010         | ZESCO United    | 2-0                | Zanaco          |
| 2011         | Power Dynamos   | 2-1                | Konkola Blades  |
| 2012         | NAPSA Stars     | 4-4 [pr., 4-2 pen] | Power Dynamos   |
| 2013         | Red Arrows      | 3-1                | Nchanga Rangers |
| 2014         | ZESCO United    | 3-0                | Nkana           |
| 2015         | Green Buffaloes | 2-0                | Nkwazi          |
| 2016         | ZESCO United    | 1-0                | Zanaco          |
| 2017         | Zanaco          | 2-1 [pr.]          | NAPSA Stars     |
| 2018         | Nkana           | 3-0                | Young Buffaloes |
| ABSA Cup     |                 |                    |                 |
| 2019         | ZESCO United    | 4-1                | Zanaco          |